# Erec
Erec (auch Ereck) ist ein mittelhochdeutscher Versroman von Hartmann von Aue und entstand um 1180/90. Er gilt als der erste Artusroman in deutscher Sprache und ist eine Adaptation des altfranzösischen Erec et Enide von Chrétien de Troyes. Die einzige fast vollständige Fassung des Erec ist im Ambraser Heldenbuch erhalten, das der Bozener Zöllner und landesfürstliche Amtmann Hans Ried zwischen 1504 und 1516 nach älteren Handschriftenvorlagen für Kaiser Maximilian I. angefertigt hat.
Daneben existieren vier kurze Fragmente aus dem 13. und 14. Jahrhundert (K, V, W und Z). Während K, V und ein Teil von W der Textgestalt des Ambraser Heldenbuchs (A) weitgehend entsprechen, überliefern ein anderer Teil von W und das Fragment Z einen deutlich abweichenden Wortlaut, der der französischen Vorlage erheblich genauer folgt. Kein einziger Textzeuge überliefert die französische Namensform Erec. Der Protagonist wird entweder Erek (in den Fragmenten) oder Ereck (im Ambraser Heldenbuch) genannt. In der neuesten wissenschaftlichen Textausgabe heißt der Artusroman entsprechend Ereck.
Hartmanns Schaffenszeit wird etwa zwischen 1180 und 1205 angesetzt. Der Erec(k) wird auf Grund stilistischer, aber keinesfalls zweifelsfreier Beobachtungen in der Forschung oftmals als der erste seiner Erzähltexte eingeschätzt. Später folgten dann Gregorius, Der arme Heinrich und Hartmanns zweiter Artusroman Iwein. Eine Reihenfolge dieser Texte ist philologisch nicht abzusichern.
Der Anfang des Erec(k), wie ihn Chrétien de Troyes in der Vorlage konzipiert hat, ist weder in den Fragmenten noch im Ambraser Heldenbuch (A) überliefert. Allerdings zeichnet sich der Anfang der Erec(k)-Fassung in A durch einen eigenständigen Prolog und eine Handlungsepisode aus, in der ein Zaubermantel im Mittelpunkt steht. Diese knapp 1000 Anfangsverse des Erec(k)-Romans in A sollen nach dem nahezu einhelligen Urteil der Philologie nicht von Hartmann von Aue stammen, sondern erst im 13. Jahrhundert mit dem Versroman verbunden worden sein. Neuere Untersuchungen machen es wahrscheinlich, dass der Erec(k) bereits in zeitlicher Nähe seiner Entstehung mit der Mantelepisode verklammert war und diese daher nicht einfach aus dem Textbestand des Romans ausgeklammert werden kann. Obwohl diese Episode nur im Ambraser Heldenbuch überliefert ist und dort die Vorgeschichte der Erec(k)-Handlung darstellt, sieht die Forschung in ihr eine vom Erec(k) unabhängige Erzählung mit dem Titel Der Mantel. Dieses Urteil stützt sich darauf, dass der Mantelepisode eine eigenständige altfranzösische Verserzählung als Vorlage zugrunde liegt: Du mantel mautaillé. Der deutsche Text hat aber seine Vorlage an entscheidender Stelle verändert: Während der französische Text als Protagonistenpaar Carados und Galeta einsetzt, ersetzt der deutsche Text dieses Paar durch Erec und Enite, die im französischen Text gar nicht vorkommen. Joachim Bumke hat daher geurteilt, dass der Mantel keine eigenständige Erzählung im Deutschen sei, „sondern der sekundär hinzugedichtete Erec-Anfang“. Die neueste Textausgabe nimmt daher diese Episode in den Roman auf, so wie es auch das Ambraser Heldenbuch macht.
Thematisch ist der Artusroman, nach dem von Jean Bodel geprägten Begriff, der Matière de Bretagne zuzuordnen.

## Inhalt nach A (mit Mantelepisode)
Nach einem umfangreichen Prolog von 90 Versen handelt der erste Erzählteil von einem Pfingstfest am Artushof, zu dem sich eine große Anzahl adliger Gäste versammelt hat. Am dritten Tag des Festes warten alle nach der Frühmesse darauf, mit der Mahlzeit beginnen zu können. Artus verweigert jedoch seinen Gästen das Essen, weil er nach einem Abenteuer hungert. Ein junger Bote bringt schließlich im Auftrag seiner anonym bleibenden Herrin aus dem Feenreich, die alle Damen des Artushofes hasst, einen magischen Mantel an den Hof, der nur derjenigen Frau passt, die ihrem Ehemann oder Freund absolut treu ist. Alle Damen des Hofes scheitern zur Belustigung der Männer nach und nach kläglich an dieser Tugendprobe. Zuletzt zieht Enite den Mantel an, der ihr bis auf wenige fehlende Zentimeter am unteren Saum passt, was vom Erzähler so ausgelegt wird, dass Enite nur fast auf moralische Abwege geraten sei. Hier fehlen jetzt Verse in der Handschrift. Die weitere Handlung erzählt die Vorgeschichte dieser Mantelprobe, nämlich wie der junge und unerfahrene Ritter Ereck Enite kennenlernt, heiratet und das Paar schließlich in existentielle Schwierigkeiten gerät: Ereck, Sohn des Königs Lac, wird vor den Augen der Königin Ginive von dem Zwerg des umherziehenden Ritters Iders durch einen Peitschenhieb entehrt. Ohne Umschweife und Ausrüstung nimmt Ereck die Verfolgung auf und gelangt zur Burg Tulmein des Herzogs Imain. Auf der Suche nach einer Unterkunft gerät Ereck an den verarmten Edelmann Coralus. Von diesem erfährt er von dem bevorstehenden Sperberkampf in Tulmein und dass Iders, der Ritter, dessen Zwerg Ereck gedemütigt hat, bereits zweimal in Folge den Schönheitspreis für seine Freundin entscheiden konnte. Ereck beschließt, ebenfalls an dem Turnier teilzunehmen. Er verspricht Coralus, dessen Tochter Enite im Falle eines Sieges zu heiraten, wenn sie ihn zum Sperberkampf begleitet. Ereck gewinnt das Turnier und die Hand Enites.
Siehe auch: → Sperberkampf.
Die Hochzeit wird am Artushof abgehalten. Danach zieht er mit Enite nach Garnant, dem Hof seines Vaters (der zugunsten Erecks auf die Herrschaft verzichtet). Dort vernachlässigt Ereck seine Herrscherpflichten, weil er aus Liebe zu Enite die Tage mit ihr im Bett verbringt (in der Literaturwissenschaft wird dieses Vergehen Erecks meist als verligen bezeichnet, ein Begriff, der unmittelbar Vers 3963 – alte Zählung: V. 2971 – untz daz Er sich so gar verlag entnommen ist). Als er durch Enite erfährt, dass er zum Gespött des Hofes geworden ist, beschließt er, heimlich den Hof zu verlassen und abenteur zu suchen. Enite, der er bei Todesstrafe zu sprechen verbietet, muss ihn begleiten. Als diese ihn entgegen seinem Gebot vor nahenden Räubern warnt, behandelt er sie fortan wie einen Knecht: Sie muss schließlich acht Pferde führen, die Ereck Angreifern abgerungen hat. Dabei bricht sie abermals das Sprechverbot. Er besteht eine Reihe von Abenteuern (In doppelter abenteur-Reihung: Zunächst kämpft er gegen unhöfische Räuber, dann für Enite gegen einen verräterischen Grafen; der Kampf gegen den König Gifurais beendet die erste abenteur-Reihe. Nach der Zwischeneinkehr am Artushof und kurzer Erholung beginnt die zweite abenteur-Reihe: Er rettet Sodoch vom Lande Bafriol, einen Edelmann, vor zwei gewalttätigen Riesen, verteidigt seine Frau gegen den Grafen Oringles, welcher Enite heiraten möchte, und kämpft schließlich abermals gegen den König Gifurais). Im letzten Abenteuer – genannt die 'Freude des Hofes' (Joied Illecurt) – kämpft Ereck gegen den riesenhaften Mabonagrim, der wegen eines Versprechens gegenüber seiner Freundin, die eine Cousine Enites ist, sich gezwungen sieht, fremde Ritter, die in ihren Baumgarten eindringen, zu töten. Erecks Vater stirbt, während der junge Ritter seinen Sieg über Mabonagrim am Artushof feiert. Er zieht daraufhin mit Enite in sein Land zurück und herrscht dort ohne Schuld und Fehler. Im Verlauf der abenteur-Fahrt hat Ereck – vor allem wegen Enites treuer Beharrlichkeit – das rechte Maß zwischen Liebe und Herrschaftspflichten erkannt, eine Einsicht, die er schließlich an den besiegten Mabonagrim weitergeben kann. Schlussendlich kehren Ereck und Enite nach Garnant zurück, wo sie fortan als vorbildliches Herrscherpaar leben. (11116 Verse plus 57 Verse aus der Handschrift W, die nach Vers 5616 eingeschoben sind)

### Französischer Artusroman – Chrétien de Troyes
Chrétien de Troyes setzt mit seinem Werk im 12. Jahrhundert neue Maßstäbe für volkssprachiges Erzählen. Sein Erec et Enide (ca. 1170, der erste großangelegte Artusroman der Literaturgeschichte) bildet nach gegenwärtigem Forschungsstand die einzige Vorlage für Hartmann von Aue. Der Ereck ist wiederum der erste Artusroman in der deutschsprachigen Literatur, stellt also eine Adaption von Chrétiens Werk dar. Die nicht unerheblichen inhaltlichen Unterschiede im Vergleich zu dem französischen Original hängen wohl mit bewussten Akzentverschiebungen Hartmanns zusammen. Ein Einfluss anderer schriftlicher Quellen (Mabinogion, nordische Erex-Saga) erscheint dagegen unwahrscheinlich.

## Überlieferung
Vom Erec sind nur überraschend wenige Textzeugen erhalten: Nur eine annähernd vollständige Handschrift in südbairischer Schreibsprache jedoch aus dem 16. Jahrhundert (Ambraser Heldenbuch, Wien Cod. Ser. nova 2663) ist erhalten geblieben. Daneben sind noch drei Fragmente aus dem 13. und 14. Jahrhundert bekannt, ein Doppelblatt aus der 1. Hälfte des 13. Jhdts. in rheinfränkischem Mittelhochdeutsch, das heute in Koblenz liegt, zwei mitteldeutsche Doppelblätter von ca. 1250–75 in Wolfenbüttel und ein bairisch-österreichisch verfasstes Blatt in St. Pölten vom Ende des 14. Jahrhunderts. Das entspricht nicht der Wirkung, die der Text gehabt haben muss und die auch durch die breite geographische und zeitliche Streuung der vier Überlieferungsträger wahrscheinlich wird. Über die Gründe der spärlichen Überlieferung lässt sich nur spekulieren.
Fragmentfunde im Jahr 2002 haben Fragen zur Überlieferungsgeschichte aufgeworfen. Das sogenannte Zwettler Fragment aus dem Stift Zwettl (Niederösterreich), dessen Fund 2003 als vermeintliches Fragment des Nibelungenliedes aus dem 12. Jahrhundert durch die internationale Presse ging, stellte sich als Erek-Fragment aus dem 2. Viertel des 13. Jahrhunderts heraus. 2015 wurde ein weiteres Bruchstück in Zwettl gefunden. Der mitteldeutsche Text geht von Hartmann unabhängig auf Chrétiens Version zurück und bildete eine Parallelversion, die der französischen Vorlage näher steht als der Text des Ambraser Heldenbuches. Ob diese Version, die auch als Mitteldeutscher Erec bezeichnet wird, jemals den gesamten Roman umfasste oder aber nur an bestimmten Stellen in den Hartmannschen Text eingriff und ihn umgestaltete, bleibt unklar.
Auch Teile des Wolfenbütteler Fragments aus der Mitte oder dem 3. Viertel des 13. Jahrhunderts überliefern mit einiger Wahrscheinlichkeit denselben mitteldeutschen Erek.

## Deutung
Lange Zeit glaubte die Forschung, dass der Ereck nicht ohne die Berücksichtigung der von Hugo Kuhn im Jahr 1948 erstmals formulierten „Doppelwegstruktur“ zu verstehen sei. Mit „Doppelweg“ ist der Weg Erecks durch die Handlung gemeint. Die Handlung beginnt am Artushof. Zweimal verlässt Ereck den Hof und kehrt wieder dorthin zurück. Auf seinen Fahrten gerät Ereck gleich zu Beginn in eine Krise, in einen ehrlosen Zustand, aus dem er sich durch große Rittertaten herausarbeitet, die ihm größeren Ruhm als zuvor einbringen. Die Rückkehr an den Artushof bestätigt dabei beide Male den Status ritterlicher Vorbildlichkeit. Der ehrlose Zustand auf dem ersten Weg wird durch den Peitschenhieb des Zwergs hervorgerufen. Der ehrlose Zustand auf dem zweiten Weg wird durch das verligen in Garnant hervorgerufen. Die erste Krise wird durch den Sieg über Iders überwunden, die zweite Krise durch den Abenteuerweg mit Enite, der wiederum gedoppelt ist und aus zwei Reihen besteht. Bei den einzelnen Aventiuren handelt es sich nicht um eine bloße Episodenreihung, sondern um ein Arrangement mit programmatischer Aussagequalität, um eine sog. Symbolstruktur. Die beiden Abenteuersequenzen (= „doppelter Kursus“, Hugo Kuhn) mit der Zwischeneinkehr am Artushof (= soziale Ortsbestimmung) sowie der Schlusseinkehr und dem Krönungsfest zeigen Erecks schrittweisen Weg zum vorbildhaften Ritter, der seine Liebe zu Enite und die Existenz als verantwortungsvoller Herrscher in Einklang gebracht hat. Diese Gliederung mit ihrem Symbolgehalt hat für die heutige Forschung ihre Fraglosigkeit verloren. Joachim Bumke (2006) hat darauf hingewiesen, dass es andere Möglichkeiten zur Gliederung des Romans gibt, die sich nicht auf Erecks Weg fokussieren, sondern die Paarbeziehung in den Mittelpunkt stellen. Dazu würde auch sehr gut der Beginn des Ereck im Ambraser Heldenbuch passen, wo Enite die Probe mit dem Zaubermantel bestehen muss.
In der neueren Forschung sind sehr verschiedene Interpretationsansätze verfolgt worden, die entweder von der Ritterschaft Erecks, seinem Umgang mit Gewalt und Sexualität, oder von der Paarbeziehung und der Schwierigkeit partnerschaftlicher Interaktion ihren Ausgang nahmen. Einigkeit herrscht weitgehend, dass Ereck am Ende seines Wegs eine neue Dimension des Rittertums repräsentiert, für die nicht länger der Erwerb von Ehre um jeden Preis der höchste erreichbare Wert ist. Stattdessen kennzeichnet den Friedensherrscher ein reflektierter Umgang mit Gewalt, tätiges Mitleid mit den Schwachen und Verfolgten sowie ein partnerschaftliches Verhältnis zu seiner Ehefrau. Uwe Ruberg hat betont, dass dies einer „‚Relativierung‘ der Idealität des Artushofs gleichkommt“.

## Textausgaben
- Albert Leitzmann, Ludwig Wolff (Hrsg.): Erec von Hartmann von Aue (= Altdeutsche Textbibliothek. Band 39). 7. Auflage. besorgt von Kurt Gärtner. Niemeyer, Tübingen 2006, ISBN 3-484-20139-8.
- Volker Mertens (Hrsg.): Hartmann von Aue. Erec. Mittelhochdeutsch/Neuhochdeutsch (= Reclams Universal-Bibliothek. Band 18530). Reclam, Stuttgart 2008, ISBN 978-3-15-018530-8.
- Manfred Günter Scholz (Hrsg.): Hartmann von Aue: Erec. übersetzt von Susanne Held. Deutscher Klassiker Verlag, Frankfurt am Main 2004, ISBN 3-618-66050-2.
- Andreas Hammer, Victor Millet, Timo Reuvekamp-Felber (Hrsg.): Hartmann von Aue: Ereck. Textgeschichtliche Ausgabe mit Abdruck sämtlicher Fragmente und der Bruchstücke des mitteldeutschen ’Erek‘. de Gruyter, Berlin/Boston 2017, ISBN 978-3-05-009551-6.
- Brigitte Edrich: Hartmann von Aue: Erec, Handschrift A. In: Hartmann von Aue Portal. 2014, abgerufen am 29. November 2018. Diplomatische Transkription des Erec-Textes aus dem Ambraser Heldenbuch.

## Sekundärliteratur
- Joachim Bumke: Der „Erec“ Hartmanns von Aue. Eine Einführung. de Gruyter, Berlin/New York 2006, ISBN 3-11-018979-8.
- Christoph Cormeau, Wilhelm Störmer: Hartmann von Aue. Epoche – Werk – Wirkung. (= Arbeitsbücher zur Literaturgeschichte). 3. Auflage. C.H. Beck, München 2007, ISBN 978-3-406-37629-0.
- Brigitte Edrich-Porzberg: Studien zur Überlieferung und Rezeption von Hartmanns Erec (= Göppinger Arbeiten zur Germanistik. Band 557). Kümmerle, Göppingen 1994, ISBN 3-87452-797-2.
- Timo Felber Andreas Hammer und Victor Millet (Hg.): Hartmann von Aue: Ereck. Texte sämtlicher Handschriften – Übersetzung – Kommentar. 2. Auflage. Berlin 2022, ISBN  978-3-1107-9757-2
- Rodney W. Fisher: „Dô was doch sîn manheit schîn“. How Does Hartmann Understand Erec’s Manliness? In: Mediaevistik. Band 14, 2001, S. 83–93.
- Irmgart Gephart: Das Unbehagen des Helden. Schuld und Scham in Hartmanns von Aue ‘Erec‘ (= Kultur, Wissenschaft, Literatur. 8). Lang, Frankfurt am Main u. a. 2005, ISBN 3-631-54114-7.
- Sonja Glauch: Zweimal 'Erec' am Anfang des deutschen Artusromans? Einige Folgerungen aus den neugefundenen Fragmenten. In: Zeitschrift für deutsche Philologie. 128, 2009, S. 347–371.
- Andreas Hammer: Hartmann von Aue oder Hans Ried? Zum Umgang mit der Text- und Stilkritik des ’Ambraser Erec‘. In: Elizabeth Andersen u. a. (Hrsg.): Literarischer Stil. Mittelalterliche Literatur zwischen Tradition und Innovation. XXII. Anglo-German Colloquium, Düsseldorf (Bensberg) 2011. de Gruyter, Berlin/Boston 2014, ISBN 978-3-11-034471-4, S. 423–443 (digital).
- Martin H. Jones: „Durch schoenen list er sprach“. Empathy, Pretence, and Narrative Point of View in Hartmann von Aue’s Erec. In: Mark Chinca u. a. (Hrsg.): Blütezeit. Festschrift für L. Peter Johnson. Niemeyer, Tübingen 2000, ISBN 3-484-64018-9, S. 291–397.
- Dorothea Klein: Geschlecht und Gewalt. Zur Konstitution von Männlichkeit im ’Erec‘ Hartmanns von Aue. In: Matthias Meyer u. a. (Hrsg.): Literarisches Leben. Festschrift für Volker Mertens. Niemeyer, Tübingen 2002, ISBN 3-484-64021-9, S. 433–463.
- Hugo Kuhn: Erec. In: Festschrift für Paul Kluckhohn und Hermann Schneider. Mohr, Tübingen 1948, DNB 451251261, S. 122–147.
- Henrike Manuwald: Der „Mantel“ im Ambraser Heldenbuch und die Frage nach dem Stil. In: Elizabeth Andersen u. a. (Hrsg.): Literarischer Stil. Mittelalterliche Literatur zwischen Tradition und Innovation. XXII. Anglo-German Colloquium, Düsseldorf (Bensberg) 2011. de Gruyter, Berlin/Boston 2014, ISBN 978-3-11-034471-4, S. 445–464.
- Thomas Poser: Raum in Bewegung. Mythische Logik und räumliche Ordnung im ‚Erec‘ und im ‚Lanzelet‘ (= Bibliotheca Germanica. 70). Narr Francke Attempto, Tübingen 2018, ISBN 978-3-7720-8645-8.
- Bruno Quast: ’Getriuwiu wandelunge‘. Ehe und Minne in Hartmanns ’Erec‘. In: Zeitschrift für deutsche Philologie. 122, 1993, S. 162–180.
- Timo Reuvekamp-Felber: Polyvalenzen und Kulturkritik. Zur notwendigen Neuausgabe des ’Erec‘ Hartmanns von Aue. In: Oliver Auge, Christiane Witthöft (Hrsg.): Ambiguität im Mittelalter. Formen zeitgenössischer Reflexion und interdisziplinärer Rezeption (= Trends in Medieval Philology. 30). de Gruyter, Berlin/Boston 2016, ISBN 978-3-11-043391-3, S. 219–237 (eingeschränkte Vorschau in der Google-Buchsuche).
- Uwe Ruberg: Die Königskrönung Erecs bei Chrétien und Hartmann im Kontext arthurischer Erzählschlüsse. In: Zeitschrift für Literaturwissenschaft und Linguistik. Band 25, Heft 99, 1995, S. 69–82.

(Eine umfassende Aufstellung von 1927 bis 1997 bieten die bei Hartmann von Aue aufgeführten Bibliographien)